# Радіо «Голос надії»
Радіо «Голос надії» – одне з перших християнських радіо в Україні. Це «голос» підтримки, натхнення та розуміння. Окрім музичних блоків, станція транслює духовні, молодіжні, науково-освітні, пізнавальні, соціальні, дитячі, музичні, сімейні та медичні програми. Діяльність радіостанції базується на християнських цінностях, саме тому зміст радіо «Голос надії» – це позитивне повідомлення, промінь надії в кожному домі та в кожному серці.
Радіо «Голос надії» одне з перших християнських радіо в Україні. Історія медіаресурсу бере початок у 1995 році, коли 17 травня було випущено пілотний ефір зі студії Івано-Франківська.
У 1999 році студія переїхала в Київ на Подол. В кінці 2013 на початку 2014 років студійці перемістилися в інший район Києва – Позняки. З цієї студії транслювались програми в прямому ефірі: «WakeUp», «Порція настрою», «Радіовечір з Олександром Погрібним» та у записі: «Зустріч з лікарем», «Ранкове натхнення».
В 2015 році була обладнана студія радіо «Голос надії» в Бучі, що під Києвом. Тут виробляли прямоетерні програми «InTime», «Суботній вечір» та у записі: «Вісті надії», «2 Я одне життя».
З 2015 до 2018 року в Харкові записували програми перероблені з телеверсій: «Дорогами християнства», «Вконтексті», «Готуємо з любов’ю». В 2019 році була запущена програма «Начинка відпочинку». У 2021 році створили нову програму разом з телеканалом "Надія" «Вірю як тато і мама». Програма має свій власний сценарій і не є радіоверсією телевізійної програми.
У 2016 році відкрилась радіостудія у Львові. На цій студії записувалися та транслювалися такі програми: «Абетка шлюбу», «Радіошкола Ерудит» та «Шпаргалка для батьків», «Lifestyle»,  «Сієста», «Трамвай-шоу», «Вконтексті», «Суботня сієста».
Радіостудія в Чернівцях була заснована у 2016 рокці, та у вересні 2022 відкрили новий центр. Студія працює як продакшн і випускає програми виключно в записі. Тут виробляються програми «Біблія продовжує говорити», «5 хвилин для вічності», «Струни серця», «Мішечок щастя», «Рожеві окуляри».
Радіостудія у Вінниці організувалася у 2016 році. Розпочали виробництво з програм: «Вечірні історії», та «Мозаїка Батьківства». В 2017 році почали виготовляти програми «Дружболандія» та «Обідня перерва». Далі команда розробила програму «КоМарко» – «Команда Марка», та нову дитячу програму «ZooTime. Також сітка мовлення радіо поповнилася програмою «BibleEnglish» та «Статус Мама».
В Полтаві студію радіо «Голос надії» відкрили зовсім нещодавно, а саме восени 2020 року. Почались перші записи програм «Життєво важливо», «Практичне християнство» та "Радіовечір з Олександром Погрібним".
Окрім програм команда радіо також записує аудіокниги та подкасти. Особливо зараз під час війни вони стали більш актуальні. Перелік записаних аудіокниг: «Ти світиш мого світильника, Господи», «Наочні уроки Христа», «Дорога до Христа», «За межами пізнання», "Християнська родина" та інші.

У час війни частина команди радіо релокувалася на Захід України. Окрім продакшнів, повноцінно працює студія у Львові. Також багато нових програм та аудіокниг ведучі начитують просто у себе вдома в різних містах країни. За час повномасштабного вторгнення радіо актуалізувало програми і тепер в ефір виходять «Відкриття надї», «Ранок Надії», «Сила молитви», «Надійний меседж», «Листи надії» та «Читаємо псалми разом». З вересня 2022 року функціонує прямоетерна студія, ведучі проводять разом зі слухачами близько 11 годин на добу. У прямий етер виходять програми «WakeUp», «InTime», «НаМаксимум», «Файна музика» та «Добраніч шоу». Також записуються подкасти.

Радіо «Голос надії» має державну ліцензію і дотримується тієї концепції, яку надала держава.

## Програми
«Голос Надії» говорить про сімейні цінності, духовний, культурний та емоційний добробут людини. Тематика й формат радіопрограм:

#### Музичні
- На максимум
- Файна музика
- Добраніч шоу

#### Соціальні
- Радіовечір з Олександром Погрібним

#### Сімейні
- Рожеві окуляри
- Хочу вірити як тато та мама

#### Пізнавальні
- Bible English

#### Мотиваційні
- Ранкове натхнення

#### Дитячі
- Біблія вустами дитини

#### Новини
- Вісті Надії

#### Музично-мотиваційні
- WakeUp
- InTime
- Струни серця
- Біблія продовжує говорити

#### Духовні
- Життєво важливе
- Практичне християнство
- 5 хвилин для змін

### Архівні

#### Соціальні
- Імпульс
- Реформація - 500
- Реформація в особах
- Статус мама

#### Сімейні
- Давайте жити дружно
- Шпаргалка для батьків
- Абетка шлюбу
- Мозаїка батьківства
- 2 Я - одне життя

#### Пізнавальні
- Life Style
- В контексті
- Начинка відпочинку
- Там, де поезія
- Таємниці Всесвіту
- Теплі історії до чаю
- Готуймо з любов'ю
- Цікава хвилька
- Обідня перерва
- Реформація в цитатах
- Дорогами християнства
- Удивительные факты
- Страницы для души
- Познавая непостижимое
- Територія успіху

#### Мотиваційні
- Територія відкриттів
- Мішечок щастя
- Nota Bene
- Натхнення
- Друге дихання з Сергієм Степанюком
- Под абажуром
- Нешуточный разговор
- Суета сует
- Модная книга
- Вопрос доктору

#### Про здоров'я
- Зустріч з лікарем
- Диагноз: здоровье
- Гармонія здоров'я
- Малюваки

#### Дитячі
- Радіошкола "Ерудит"
- КоМарко
- ZooTime
- Історії для малечі
- Вечірні історії від Добрячка
- Вечірня зірка
- Лісові пригоди
- Siesta

#### Музично-мотиваційні
- Порція настрою
- Трамвай-шоу
- У ритмі прекрасного
- Музика натхнення
- Доверяю
- Суботній вечір

#### Духовні
- Помоліться за мене
- Богослужіння
- Надія для світу
- Сім пророцтв Біблії
- Голос Надії з Іваном та Агнесою Черничками
- Проповіді Ігоря Корещука
- Сложных текстов нет
- Притчи рабби Иисуса
- Нагорная проповедь с Александром Болотниковым

## Покриття
- Ананьїв — 105.6 FM
- Володарка — 101.2 FM
- Звенигородка — 103.2 FM
- Зіньків — 107.5 FM
- Новоархангельськ — 90.4 FM
- Турка — 89.0 FM
- Тячів — 87.7 FM
- Устинівка — 90.9 FM
- Чемерівці — 96.8 FM (план)
- Шептицький — 93.1 FM (план)